# Dipterocarpus glandulosus
Dipterocarpus glandulosus är en tvåhjärtbladig växtart som beskrevs av Thw.. Dipterocarpus glandulosus ingår i släktet Dipterocarpus och familjen Dipterocarpaceae. Inga underarter finns listade i Catalogue of Life.